# Salganea incerta
Salganea incerta är en kackerlacksart som först beskrevs av Brunner von Wattenwyl 1893.  Salganea incerta ingår i släktet Salganea och familjen jättekackerlackor. Inga underarter finns listade i Catalogue of Life.